# Ammal
Ammal è un comune dell'Algeria, situato nella provincia di Boumerdès.